# چلتنهام، نیو ساوت ولز
چلتنهام (به انگلیسی: Cheltenham) یک حومه شهر در استرالیا است که در نیو ساوت ولز واقع شده‌است.